# Privilegiebrev

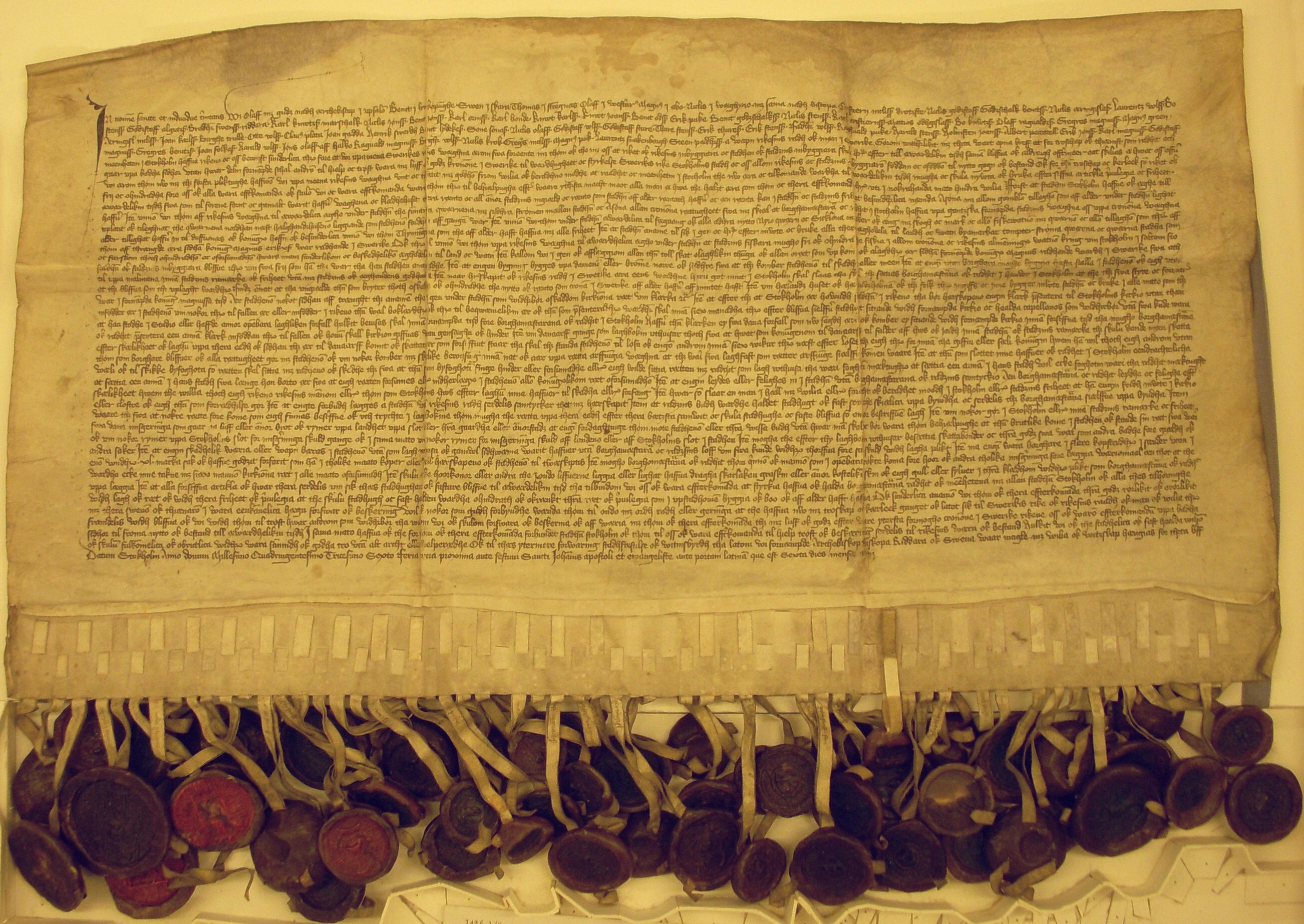
Stadsprivilegierna för Stockholm, från 1436.

Privilegiebrev var under skråväsendets och ståndssamhällets tid en skriven fullmakt, utfärdad av kungen eller riksföreståndaren. I privilegiet överlät utfärdaren mot ersättning kronans rätt (regale) till en specifik individ eller grupp, som regel för att bedriva någon form av verksamhet eller utnyttja naturresurser. Privilegiebreven innehöll också bestämmelser om vad kronan skulle få i ersättning mot privilegierna, som regel skatt eller avrad, och begränsningar för verksamheten. Privilegiebreven, som var ärftliga, skapade monopol och blev ett sätt för staten att styra utvecklingen av näringslivet och hushållningen av resurser.
Privilegiebrev utfärdades ofta till personer som önskade starta en mer omfattande verksamhet, som till exempel ett järnbruk där resurser i form av vattenkraft och träkol behövdes. Ett annat slag av privilegiebrev, bergsprivilegium, utfärdades till bergsmän som gav dem rätt att mot ersättning till kronan bryta malm, som ansågs vara kronans regale (bergsregale). På grund av strömregale fick mjöl bara malas i Kronans odalskvarnar, vilka mjölnare individuellt fick privilegium på att driva mot ränta. Apoteksprivilegier utfärdades till apotek, men eftersom privilegierna var ärftliga och kunskapen om farmaci kunde saknas hos arvingar, uppstod en omfattande privilegiehandel.
Adelsprivilegier utfärdades kollektivt till adelsståndet och reglerade förhållandet mellan deras frälse och staten. Även för städers verksamhet krävdes privilegiebrev, där sådant reglerades som vilka borgarna i staden fick handla med, om de fick exportera varor, tull och stapelfrågor, och borgerlig tunga. Kuststädernas borgare kunde få fiskeprivilegium, och fiskarborgare utgjorde en stor del av kuststädernas borgare. Uppsala universitets privilegier visade på monarkens regale över undervisningen.

## Exempel
- Riksrådets privilegiebrev 1436
- Svenska Ostindiska kompaniet hade privilegiebrev som gav dem monopol på handeln med Kina.
- Jönköpings privilegiebrev